# Новиков Борис Григорович
Борис Григорович Новиков (15 (28) травня 1909, Перемишль, Калузька губернія — 1986, Київ) — радянський український науковець-біолог, професор, доктор біологічних наук, Заслужений працівник вищої школи УРСР.

## Життєпис
Народився 15 (28 травня) 1909 року в селі Перемишлі Калузької губернії Російської імперії (нині село Калузької області Російської Федерації). У 1932 році закінчив Московський університет. В 1944 році захистив докторську дисертацію на тему: «Механізми розвитку статевих ознак у зв'язку з еволюцією статевого диморфізму». В тому ж році очолив в Київському університеті імені Т. Шевченка  кафедру анатомії, гістології та ембріології (в даний час кафедра цитології, гістології та біології розвитку). На цій посаді перебував до 1981 року, одночасно очолював відділ фізіології розвитку майже до 1986 року. Був деканом біологічного факультету Київського університету з 1965 по 1971 рік.
Після війни, одночасно з роботою в університеті, декілька років очолював відділ механіки розвитку Інституту зоології АН УРСР.

надгробок Бориса Новикова

Помер у 1986 році, похований на Байковому кладовищі Києва.

## Наукова діяльність
Наукові інтереси Бориса Новікова формувалися під впливом робіт О. О. Ковалевського, М. О. Сєверцова, І. І. Шмальгаузена.
Читав на біологічному факультеті Київського університету нормативні курси:
- «Загальна цитологія та гістологія»;
- «Біологія індивідуального розвитку»;
- «Загальна біологія»;
- «Теорія еволюції»

спецкурси:
- «Біологія постембріонального розвитку»;
- «Гістофізіологія нейроендокринної системи», «цитофізіології».

Був членом науково-методичної ради Мінвузу СРСР, головою секції біології Мінвузу УРСР, членом проблемних комісій з цитології, генетики, молекулярної біології. За його ініціативою була розроблена навчальна програма і введений на біологічних факультетах університетів нормативний курс «Біологія індивідуального розвитку». Керував філософським семінаром на біологічному факультеті.
Починаючи з 1959 року, увагу науковця привернули дослідження центральних ланок нейроендокринної регуляції. У цьому ж році він на базі Інституту фізіології Київського університету організував і очолив відділ фізіології розвитку. Сприяв організації дослідницької бази на Жуковому хуторі. В останні роки його роботи на кафедрі університету вивчалася участь нейромедіаторів головного мозку в регуляції функції ендокринних залоз.

## Нагороди
Нагороджений двома орденами Трудового Червоного Прапора, медаллю «За доблесну працю у Великій Вітчизняній війні 1941—1945 років»